# Bob Gray (cầu thủ bóng đá, sinh 1923)
Robert Gray (sinh ngày 14 tháng 12 năm 1923) là một cầu thủ bóng đá người Anh thi đấu ở vị trí thủ môn.
Gray khởi đầu sự nghiệp với Whitehall Juniors và Newcastle United trước khi gia nhập Gateshead năm 1944. Ông có 432 lần ra sân ở Giải vô địch và 28 lần ra sân tại Cúp FA cho Gateshead (cũng như 57 trận trong giải thời chiến) trước khi thi đấu ở non-league cho Ashington và North Shields.